# Fargesia elegans
Fargesia elegans är en gräsart som beskrevs av Tong Pei Yi. Fargesia elegans ingår i släktet bergbambusläktet, och familjen gräs. Inga underarter finns listade i Catalogue of Life.